# Inre Mongoliets baner
Baner är en territoriell administrativ enhet som används i Inre Mongoliet i Folkrepubliken Kina. Baneret befinner sig på den tredje nivån i den kinesiska administrativa hierarkin och motsvaras därför av häradet i övriga Kina.

## Historisk bakgrund
Under Qingdynastin indelades de flesta mongoliska stammar in i olika "förbund" (tjuulgan, чуулган), som i sin tur indelades i "fanor" eller "banér" (mongoliska: chosjuu, хошуу), vilka i sin tur indelades i kompanier eller "pilar" (sum, сум). I Yttre Mongoliet fanns det fyra förbund som indelades i 72 baner medan det i Inre Mongoliet fanns sex förbund som bestod av 49 baner.
Förebilden att indela de mongoliska stammarna i baner och kompanier hämtades från de Åtta fänikorna, en militär organisationsform som skapats i Manchuriet under Nurhaci och Hung Taiji, men till skillnad från de Åtta fänikorna var de mongoliska territoriella enheter.
Efter Qingdynastins fall 1911 förklarades sig Yttre Mongoliet självständigt, medan Inre Mongoliet stannade under den nyetablerade republiken Kina och det gamla systemet med förbund och baner fick olika utveckling i de två länderna.

## Folkrepubliken Kina
Efter det att den autonoma regionen Inre Mongoliet upprättats i Kina 1949 återinfördes baneren som territoriell administrativ enhet på samma nivå som härad och det finns idag 49 baner i Inre Mongoliet. Varje baner indelas i sum, som är den mongoliska motsvarigheten till socknen i det egentliga Kina.